# Ransuil
De ransuil (Asio otus) is een relatief grote uil, die voorkomt in heel Europa, met uitzondering van IJsland. De wetenschappelijke naam van de soort werd als Strix Otus in 1758 gepubliceerd door Carl Linnaeus.

## Kenmerken
- Lengte: 35-37 cm
- Spanwijdte: 84-95 cm
- Gewicht: 210-330 g
- Levensduur: 10-15 jaar

Opvallend aan het uiterlijk van de ransuil zijn met name de lange oorpluimen, die overigens geen echte oren zijn. De wetenschappelijke naam betekent 'ooruil'.  Zijn naam dankt hij aan de gelijkenis met een 'ranse', Middelnederlands voor 'muts met een kap die in plooien afhing'. De ogen zijn oranje-geel. Verwarring met de oehoe, die ook oorpluimen heeft, is mogelijk maar deze laatste is aanzienlijk groter dan de ransuil. Het verenkleed is aan de bovenzijde roestgeel met zwartbruine vlekken en strepen, en verder is de vogel grijsbruin gevlekt en gestreept. De lichtgele onderzijde vertoont brede donkere lengtestrepen en fijne dwarsstreepjes.

### Geluiden van de ransuil
|  |                                                |
|  | Roep van een juveniele ransuil (download·info) |

|  |                                          |
|  | Het blazen van ransuilen (download·info) |

|  |                                          |
|  | De roep van een mannetje (download·info) |

## Voortplanting
Het legsel bestaat gewoonlijk uit vier tot zes glanzend witte, ronde eieren.

## Voedsel
Net als de meeste uilen is ook de ransuil vooral actief als het donker is. Dit in tegenstelling tot de velduil, die ook wel overdag actief is. De ransuil jaagt op knaagdieren en rustende vogels.

## Ondersoorten
Er worden vier ondersoorten onderscheiden.
- A. o. otus (Linnaeus, 1758): Europa, Azië en noordelijk Afrika.
- A. o. canariensis (Madarasz, 1901): de Canarische Eilanden.
- A. o. tuftsi (Godfrey, 1948): van westelijk Canada tot noordelijk Mexico.
- A. o. wilsonianus (Lesson, 1830): van het zuidelijke deel van Centraal-en zuidoostelijk Canada tot de zuidelijk-centrale en oostelijke Verenigde Staten.

## Verspreiding in Nederland
De ransuil komt voor in bosachtige gebieden met naaldbomen en open terreinen. In de winter verblijven ransuilen graag in elkaars gezelschap. In hun roestplaatsen, gemeenschappelijke slaapplaatsen in naaldbomen, struiken, knotwilgen of wilde hagen, rusten ze soms in grote groepen tot wel 100 exemplaren.

Volgens SOVON daalde het aantal broedparen in de periode 1990-2007 met meer dan 5% per jaar. Er broedden in 2007 nog ongeveer 5500 paar in Nederland. Als voornaamste oorzaak van de achteruitgang wordt de uitbreiding van de havik aangemerkt, maar ook vergrassing van de bosbodems (waardoor muizen lastiger te vangen zijn) en de achteruitgang van het aanbod aan lege kraai- en eksternesten.
Deze uil is in 2004 als kwetsbaar op de Nederlandse Rode Lijst gezet. De soort staat niet op de Vlaamse Rode Lijst. De ransuil staat als niet bedreigd op de internationale Rode Lijst van de IUCN.

## Galerij

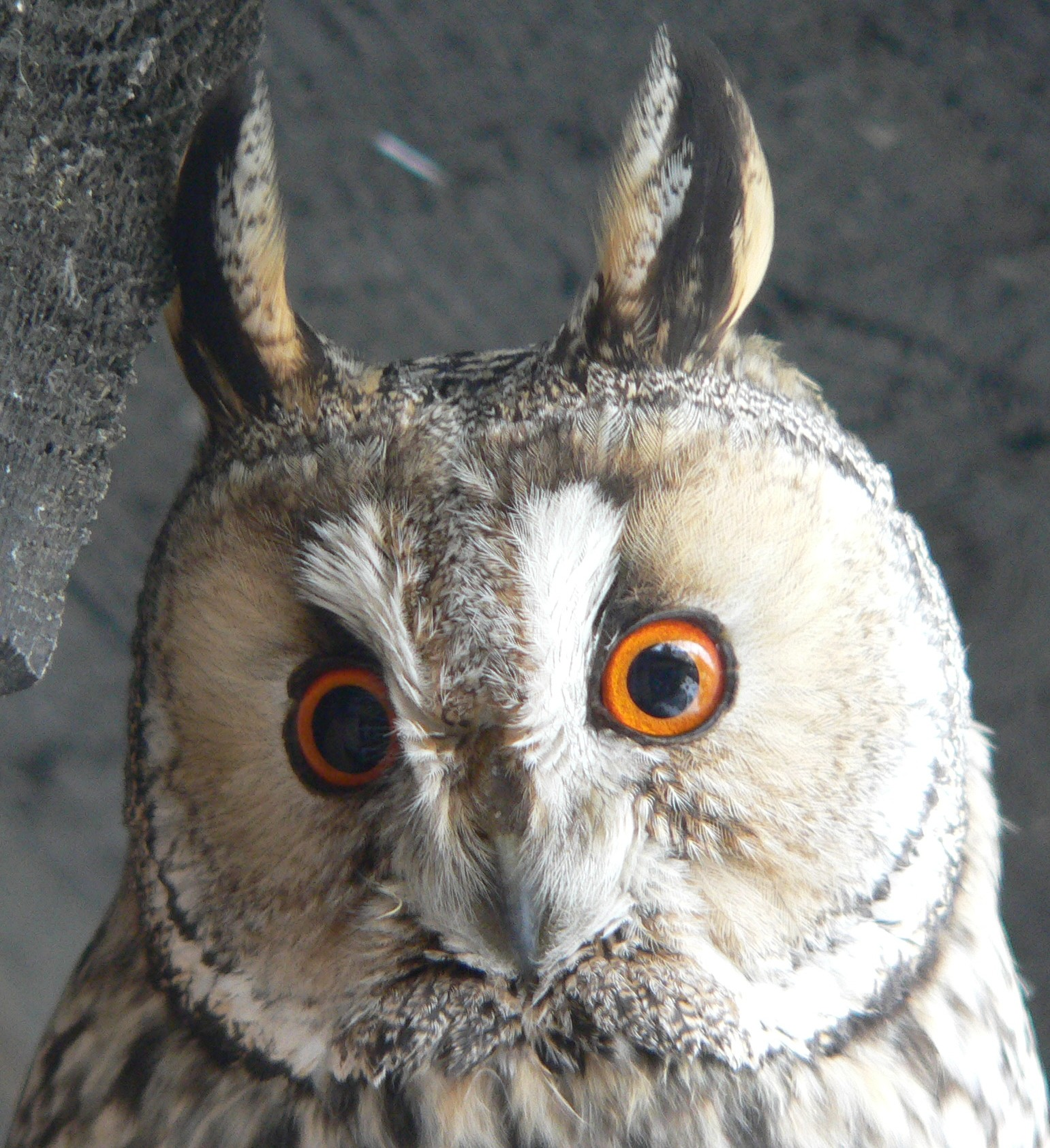
Kop met goed zichtbare oorpluimen
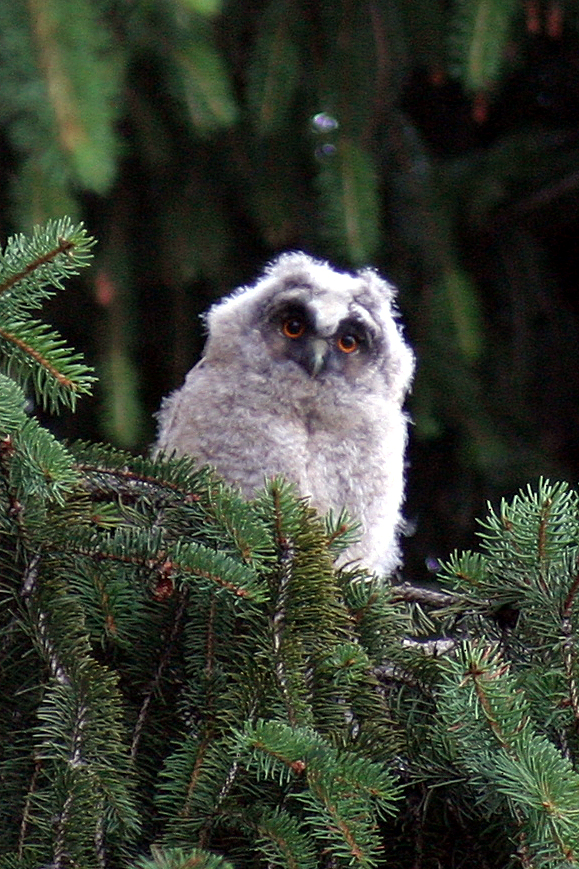
Kuiken
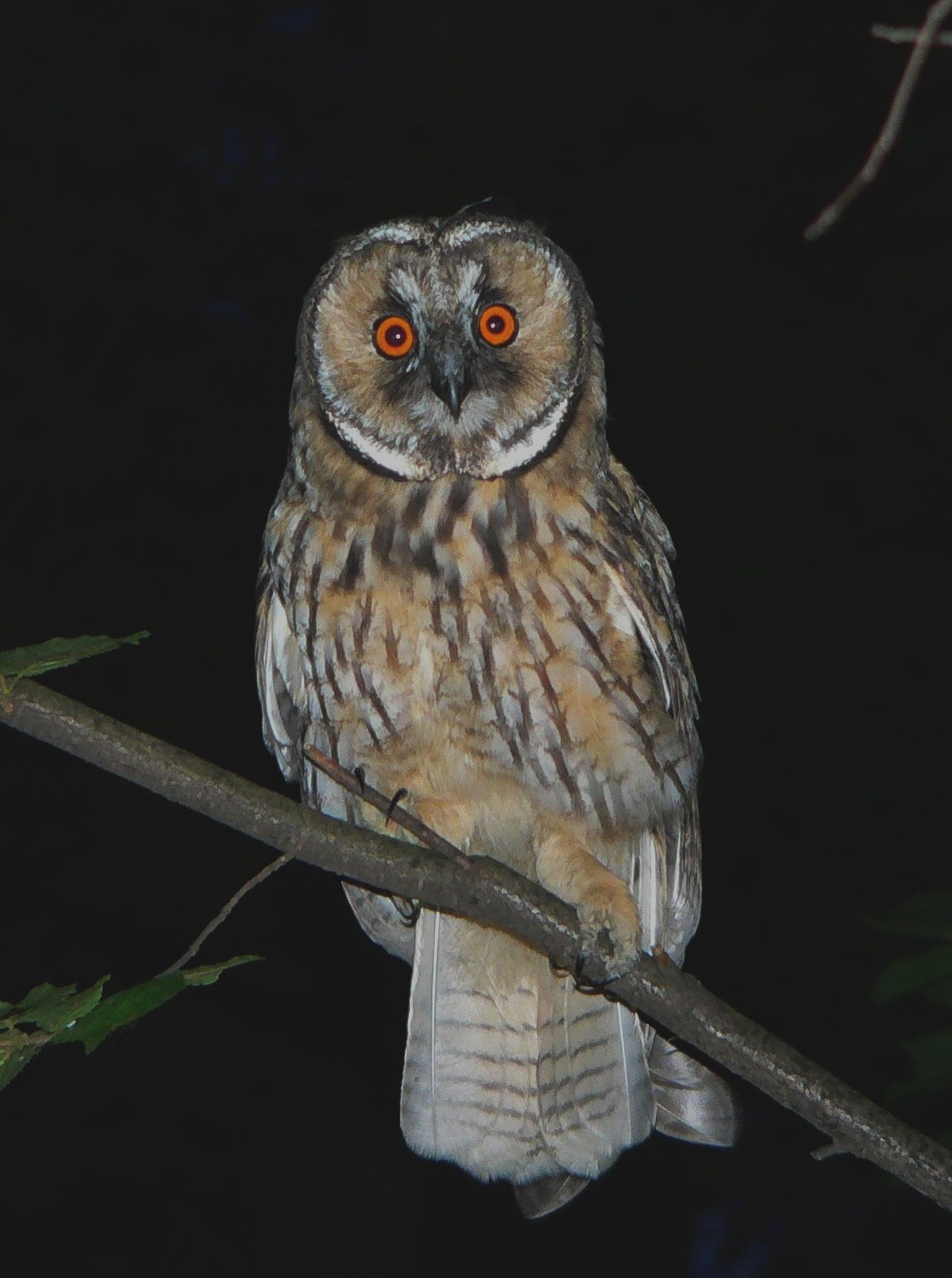
Jong dier in Polen
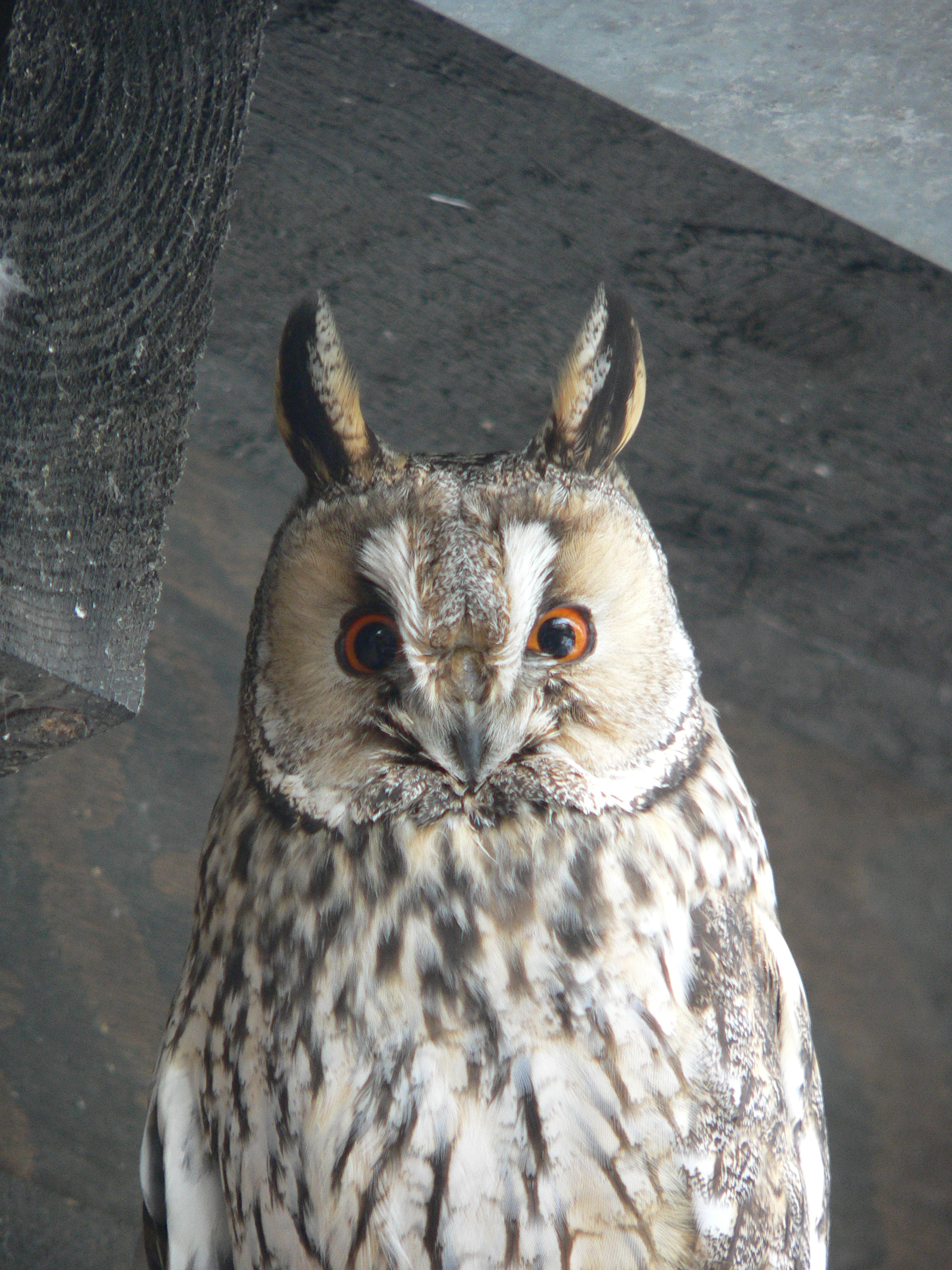
Dierentuin Keulen
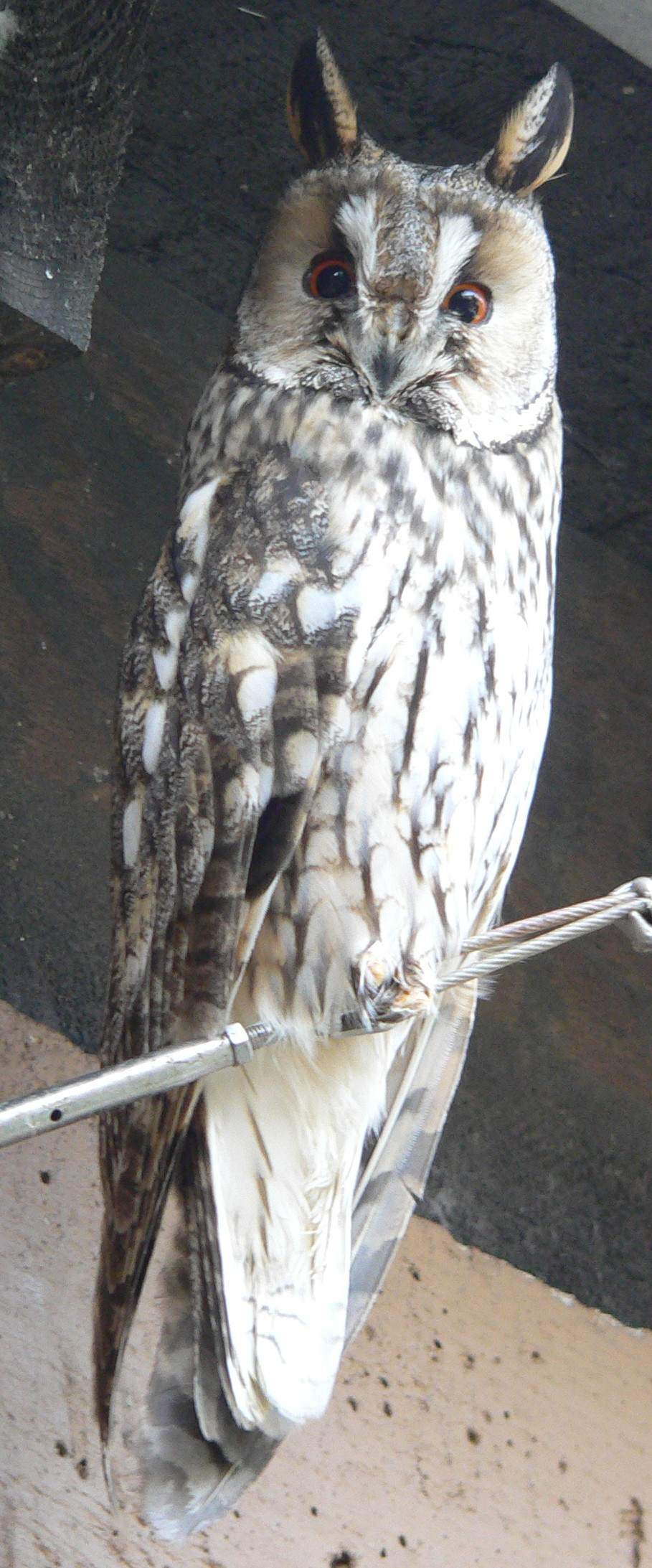
Keulen
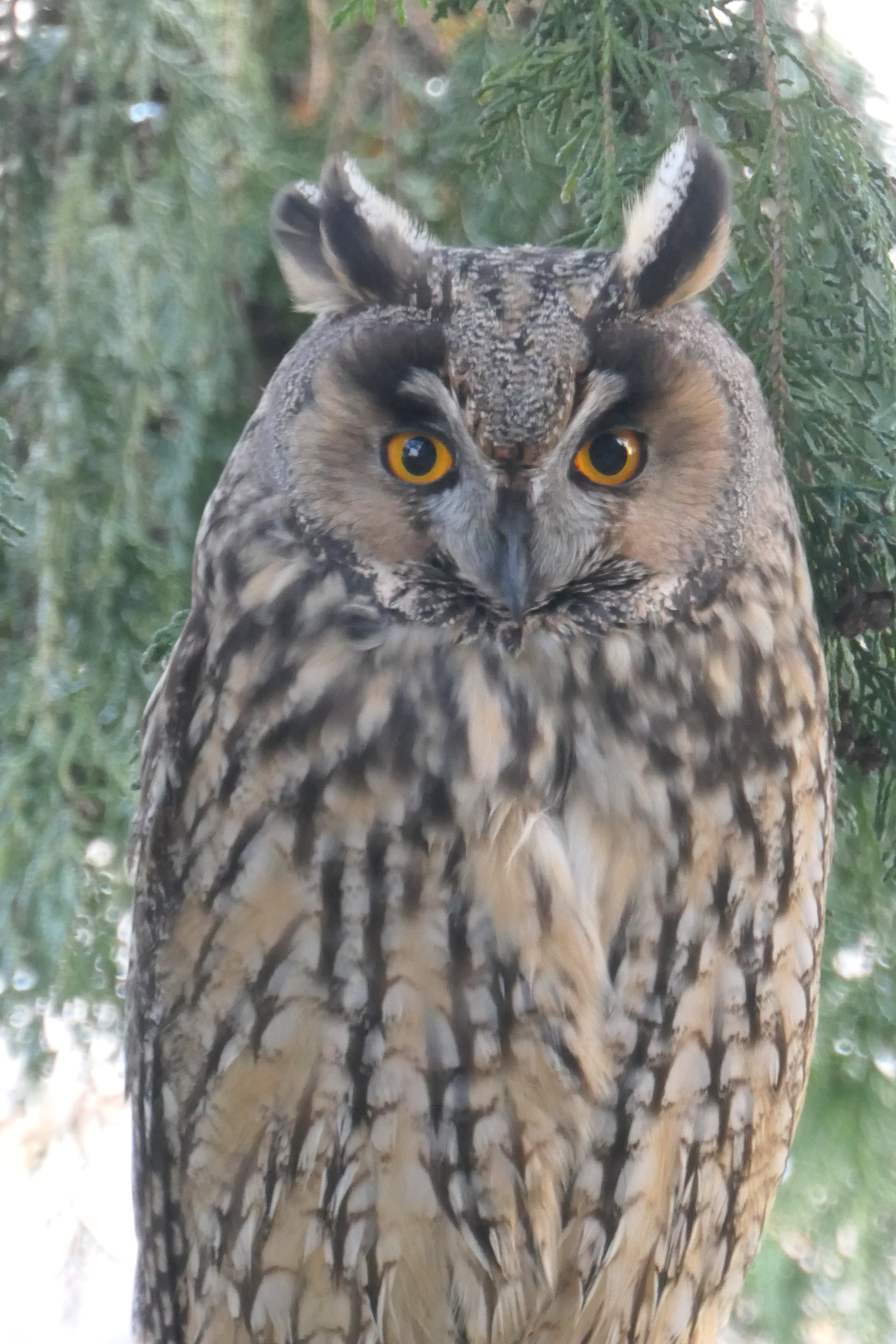
In Kalkar

## Video
- Een albino ransuil